# 胎盤性ラクトジェン
胎盤性ラクトジェン（たいばんせいラクトジェン、英: placental lactogen; PL）とはヒト、サル、ウシ、ヒツジ、ヤギ、ラットなどで存在するホルモンの1種。合胞体性栄養膜細胞で合成、分泌される。ヒト、サル、ヤギ,ヒツジでは妊娠前期から中期にかけて血中に出現し、妊娠末期で最高値を示し、分娩後に消失すが、ウシでは全妊娠期間を通して低値を示す。黄体刺激、乳腺発育、成長促進などの作用を示すが効果には種差がある。ハトの素嚢乳の分泌にも関与する。